# Sphingonotus peliepiproct
Sphingonotus peliepiproct är en insektsart som beskrevs av Zheng, Z. och Y. Gong 2003. Sphingonotus peliepiproct ingår i släktet Sphingonotus och familjen gräshoppor. Inga underarter finns listade i Catalogue of Life.